# Miesbach (distrito)
Miesbach é um distrito da Alemanha, na região administrativa de Oberbayern, estado de Baviera.

## Cidades e Municípios
- Cidades:

1. Miesbach
2. Tegernsee

- Municípios:

1. Bad Wiessee
2. Bayrischzell
3. Fischbachau
4. Gmund am Tegernsee
5. Hausham
6. Holzkirchen
7. Irschenberg
8. Kreuth
9. Otterfing
10. Rottach-Egern
11. Schliersee
12. Valley
13. Waakirchen
14. Warngau
15. Weyarn